# 湯川久子
湯川 久子 (ゆかわ ひさこ、1927(昭和2)年 - ) は日本の弁護士(登録番号：7032、福岡部会)。作家。
能楽宝生流教授嘱託。

## 来歴
熊本市生まれ。帝国女子専門学校 (現相模女子大学)を経て中央大学法学部に入学。
1954(昭和29)年　司法試験に合格。
1957(昭和32)年　九州第１号の女性弁護士として福岡市で開業。
1958(昭和33)年から2000(平成12)年まで福岡家庭裁判所調停委員。
1989(平成元）年　日本初のセクハラ裁判、福岡セクシュアルハラスメント裁判で原告弁護団に名を連ねる。
2005(平成17)年　第４回福岡県男女共同参画表彰（県民賞）受賞。

## 書籍
- わたしは主婦弁護士(1974年9月2日、西図協出版)
- 離婚読本(1985年7月1日、ケイブンシャ文庫)
- 法の花ごころー弁護士の眼(1990年5月10日、石風社)
- 年々去来の花ー弁護士の手帳(1995年6月1日、石風社)
- 二〇年目の返済ー弁護士の43年(2000年12月1日、薫風社)
- 法の花暦ー弁護士50年を生きて(2007年5月24日、書肆侃侃房)
- 離婚の品格(2009年2月18日、メディアファクトリー)
- ほどよく距離を置きなさい(2017年11月17日、サンマーク出版)

## 人物
大学時代にキリスト教カトリック教徒に。
1957年に弁護士として福岡市で開業すると、「九州初の女性弁護士」として取材が殺到し、地元紙ではコラムの連載を持ち、テレビにも度々出演。九州第二号の女性弁護士の登場までにはそこから10年がかかった。
調停の席につく際は、あえて弁護士バッジをはずし、ひとりの人生の先輩として家族問題の仲介に入った。扱った離婚相談、家族相談は１万件にのぼる。「裁判が長引くと人生が滞るから」と、可能な限り和解を勧め、相談者の心をやさしく包み込みながらも、力強い口調で背中を押し、もつれた人生の糸をほどいてきた。相談者だけでなく相手方にも誠実に寄り添った。結果的に相手方、相手方弁護士からも「湯川先生を信頼します」と、和解が進むことも多かった。
弁護士になりたてのころにはじめた能を趣味とし、宝生流教授嘱託として長らく理事も務めた。
司法修習生時代に結婚した夫との間に一男一女がある。
2017年、90歳で出版した『ほどよく距離を置きなさい』が14万部を超えるベストセラーになった。それに伴い、大阪梅田蔦屋書店でのトークライヴや、福岡モントレラ・スール福岡にて出版記念講演を行い大盛況を収めた。